# Frederik Christian Holsten (stiftamtmand)
 For alternative betydninger, se Frederik Christian Holsten. (Se også artikler, som begynder med Frederik Christian Holsten)
Frederik Christian baron Holsten (født 12. maj 1804 i København, død 1. september 1885 på Frederiksberg) var en dansk stiftamtmand.

## Karriere
Han var søn af major, kammerjunker, senere generalmajor, kammerherre Ditlev Cai baron Holsten og Sophie Elisabeth Kaas (af Mur), blev 1822
privat dimitteret til Universitetet og tog 1828 juridisk embedseksamen. Fra 1829 arbejdede han i flere år som volontør i Danske Kancellis 2. departement, blev 1830 tillige assessor auscultans i Højesteret, 1836 surnumerær assessor i Den kgl. Landsover- samt Hof- og Stadsret og 1838 virkelig assessor sammesteds.

### Amt- og stiftamtmand
Støttet af en varm anbefaling fra rettens justitiarius for den dygtighed og energi, hvormed han her havde røgtet sin gerning, udnævntes han 23. marts 1843 til amtmand over Hjørring Amt og forblev der, indtil regeringen "paa Grund af hans anerkjendt fortjenstfulde Embedsførelse" – med tilsidesættelse af flere ældre amtmænd – den 23. december 1849 opfordrede ham til fra 1. januar 1850 at overtage embedet som stiftamtmand over Lolland-Falsters Stift og amtmand over Maribo Amt. Også fra hans virksomhed i dette embede, som han beklædte i henved 36 år, foreligger der forskellige vidnesbyrd om hans dygtighed, nidkærhed og varme interesse for amtets anliggender, så længe hans kræfter var usvækkede. Således udtalte regeringen sin fulde anerkendelse af den "Kraft og Besindighed", hvormed han i anledning af stormfloden 1872 havde opfyldt de krav, der stilledes til ham. 29. juli 1885 tog han afsked med virkning fra 31. august.
Han blev 1850 formand for valgbestyrelsen i 5. Landstingskreds, var 1852-58 formand for Taksationskommissionen vedrørende udskiftningen af Sorø Akademis, Universitetets og Kommunitetets bøndergods, 1868-70 repræsentant i Maribo Diskonto- og Laanebank og 1873-78 medlem af digekommissionerne på Lolland og Falster.

## Hæder
1828 blev han kammerjunker, 1845 kammerherre, 6. oktober 1851 Ridder af Dannebrogordenen, 2. januar 1858 Dannebrogsmand, 26. maj 1867 Kommandør af 1. grad, 28. december 1874 Storkors af Dannebrog og ved sin afgang 1885 gehejmekonferensråd. Han døde ugift 1. september samme år på Frederiksberg.
Han stiftede ved sit 25-års-jubilæum 1875 et legat, Stiftamtmand, Kammerherre, Baron Holstens Jubilæumslegat.